# Wu Jingbiao
Wu Jingbiao (chiń. 吴景彪; ur. 10 stycznia 1989 w Changle) – chiński sztangista startujący w wadze koguciej (do 56 kg), wicemistrz olimpijski i trzykrotny medalista mistrzostw świata.

## Kariera
Pierwszy sukces osiągnął w 2009 roku, kiedy na mistrzostwach świata w Goyang zdobył srebrny medal. W zawodach tych rozdzielił na podium swego rodaka, Long Qingquana i Kubańczyka Sergio Álvareza Bouleta. Na mistrzostwach świata w Antalyi w 2010 roku i rozgrywanych rok później mistrzostwach świata w Paryżu zdobywał złote medale. W 2012 roku wystartował na igrzyskach olimpijskich w Londynie, gdzie zdobył srebrny medal. Wyprzedził go tylko Om Yun-chol z Korei Północnej, a trzecie miejsce zajął Walentin Christow z Azerbejdżanu. Ponadto zdobył złoty medal podczas igrzysk azjatyckich w Kantonie w 2010 roku oraz brązowy na rozgrywanych cztery lata później igrzyskach azjatyckich w Incheon.

## Osiągnięcia
| Rok  | Zawody               | Miasto  | Miejsce | Kategoria | Wynik  |
| ---- | -------------------- | ------- | ------- | --------- | ------ |
| 2009 | Mistrzostwa świata   | Goyang  | 2       | do 56 kg  | 286 kg |
| 2010 | Mistrzostwa świata   | Antalya | 1       | do 56 kg  | 292 kg |
| 2011 | Mistrzostwa świata   | Paryż   | 1       | do 56 kg  | 292 kg |
| 2012 | Igrzyska olimpijskie | Londyn  | 2       | do 56 kg  | 289 kg |